# Liber (España)
Liber (llamada oficialmente San Remixio de Liber) es una parroquia y una aldea española del municipio de Becerreá, en la provincia de Lugo, Galicia.

## Organización territorial
La parroquia está formada por cuatro entidades de población:
- Golada (A Golada)[5]
- Pontes de Gatín (As Pontes de Gatín)[5]
- Barreiro
- Liber

## Demografía

### Parroquia
| Gráfica de evolución demográfica de Liber (parroquia) entre 2000 y 2019 |
|                                                                         |
| Datos según el nomenclátor publicado por el INE.                        |

### Aldea
| Gráfica de evolución demográfica de Liber (aldea) entre 2000 y 2019 |
|                                                                     |
| Datos según el nomenclátor publicado por el INE.                    |